# Comté de Riverside
Le comté de Riverside (en anglais : Riverside county) est situé au sud de la Californie et fait partie du Grand Los Angeles. Son siège est la ville de Riverside depuis la création du comté en 1893. Sa population est de 2 418 185 habitants lors du recensement de 2020. 
Bien qu'officiellement intégrée à l'agglomération de Los Angeles, la plus grande partie du comté est déserte, seul l'extrême ouest du comté étant urbanisé, constituant une banlieue de Los Angeles. Le parc national de Joshua Tree est situé en grande partie dans le comté, une partie plus restreinte se situe dans le comté voisin de San Bernardino.

## Géographie

### Principales villes

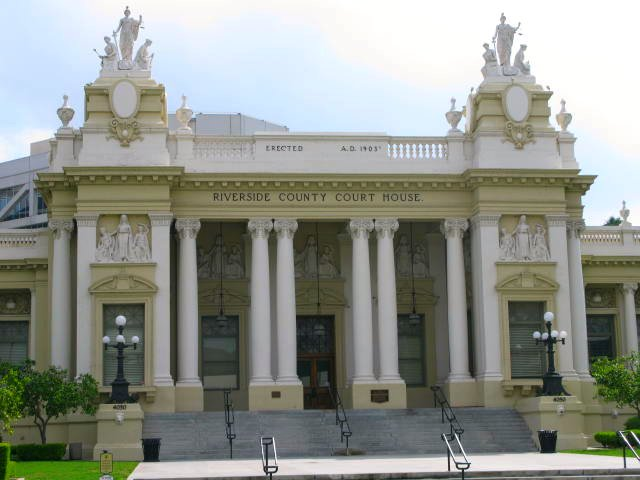
Le palais de justice de Riverside, siège du comté.

- Banning
- Beaumont
- Blythe
- Calimesa
- Canyon Lake
- Cathedral City
- Coachella
- Corona
- Desert Hot Springs
- Hemet
- Indian Wells
- Indio
- La Quinta
- Lake Elsinore
- Moreno Valley
- Murrieta
- Norco
- Palm Desert
- Palm Springs
- Perris
- Rancho Mirage
- Riverside
- San Jacinto
- Temecula

### Aire urbaine
Le comté de Riverside comprend l'aire urbaine de Jurupa Valley dans laquelle se situent notamment les villes de Mira Loma et Rubidoux.

## Démographie
| 1900   | 1910   | 1920   | 1930   | 1940    | 1950    |
| ------ | ------ | ------ | ------ | ------- | ------- |
| 17 897 | 34 696 | 50 297 | 81 024 | 105 524 | 170 046 |

| 1960    | 1970    | 1980    | 1990      | 2000      | 2010      |
| ------- | ------- | ------- | --------- | --------- | --------- |
| 306 191 | 459 074 | 663 166 | 1 170 413 | 1 545 387 | 2 189 641 |

| 2020      | - | - | - | - | - |
| --------- | - | - | - | - | - |
| 2 418 185 | - | - | - | - | - |